# Dermacentor auratus
Dermacentor auratus är en fästingart som beskrevs av Supino 1897. Dermacentor auratus ingår i släktet Dermacentor och familjen hårda fästingar. Inga underarter finns listade i Catalogue of Life.